# Szeregowcu, do dzieła!
Szeregowcu, do dzieła! albo Sierżancie, do dzieła! (ang. Carry on Sergeant) – brytyjska komedia filmowa z 1958 roku w reżyserii Geralda Thomasa. Odniosła duży sukces komercyjny, zarabiając w kinach więcej niż sześciokrotność swojego budżetu. Zadecydowało to o powstaniu cyklu komediowego Cała naprzód, w ramach którego powstało jeszcze 29 filmów stworzonych w znacznej mierze przez tych samych twórców, opartych na podobnym rodzaju humoru.

## Opis fabuły
Sierżant Grimshaw to podoficer starej daty, służący w jednostce wyspecjalizowanej we wstępnym szkoleniu nowo wcielonych do armii żołnierzy służby zasadniczej. Przygotowuje się do przejścia na emeryturę, została mu do wytrenowania jeszcze tylko jedna grupa poborowych. Jego wielkim marzeniem jest, aby na koniec służby zdobyć prestiżową nagrodę dla najlepszego plutonu w pułku. Gdy jednak jego nowi podkomendni przybywają do jednostki, okazuje się, że jest to zbieranina tragicznie niezbornych indywiduów, z których trudno będzie zrobić prawdziwe wojsko.

## Obsada
- William Hartnell jako sierżant Grimshaw
- Bob Monkhouse jako Charlie Sage
- Eric Barker jako kapitan Potts
- Shirley Eaton jako Mary Sage
- Dora Bryan jako Nora
- Kenneth Connor jako Horace Strong
- Charles Hawtrey jako Peter Golightly
- Kenneth Williams jako James Bailey
- Bill Owen jako kapral Copping
- Norman Rossington jako Herbert Brown
- Gerald Campion jako Andy Galloway
- Hattie Jacques jako kapitan Clark

i inni

## Produkcja
Większość zdjęć do filmu kręcono na terenie Pinewood Studios pod Londynem. Sceny plenerowe w koszarach realizowano w autentycznej jednostce wojskowej w Stoughton w hrabstwie Surrey. Budżet filmu wyniósł ok. 73 tysiące funtów, natomiast przychody z jego wyświetlania w kinach w samej Wielkiej Brytanii wyniosły ok. 500 tysięcy funtów.